# 10318 Sumaura
10318 Sumaura eller 1990 TX är en asteroid i huvudbältet som upptäcktes den 15 oktober 1990 av de båda japanska astronomerna Toshiro Nomura och Kōyō Kawanishi vid Minami-Oda-observatoriet. Den är uppkallad efter skolan Sumaura.
Asteroiden har en diameter på ungefär 4 kilometer.